# Wolfgang Hofmann (Kantor)

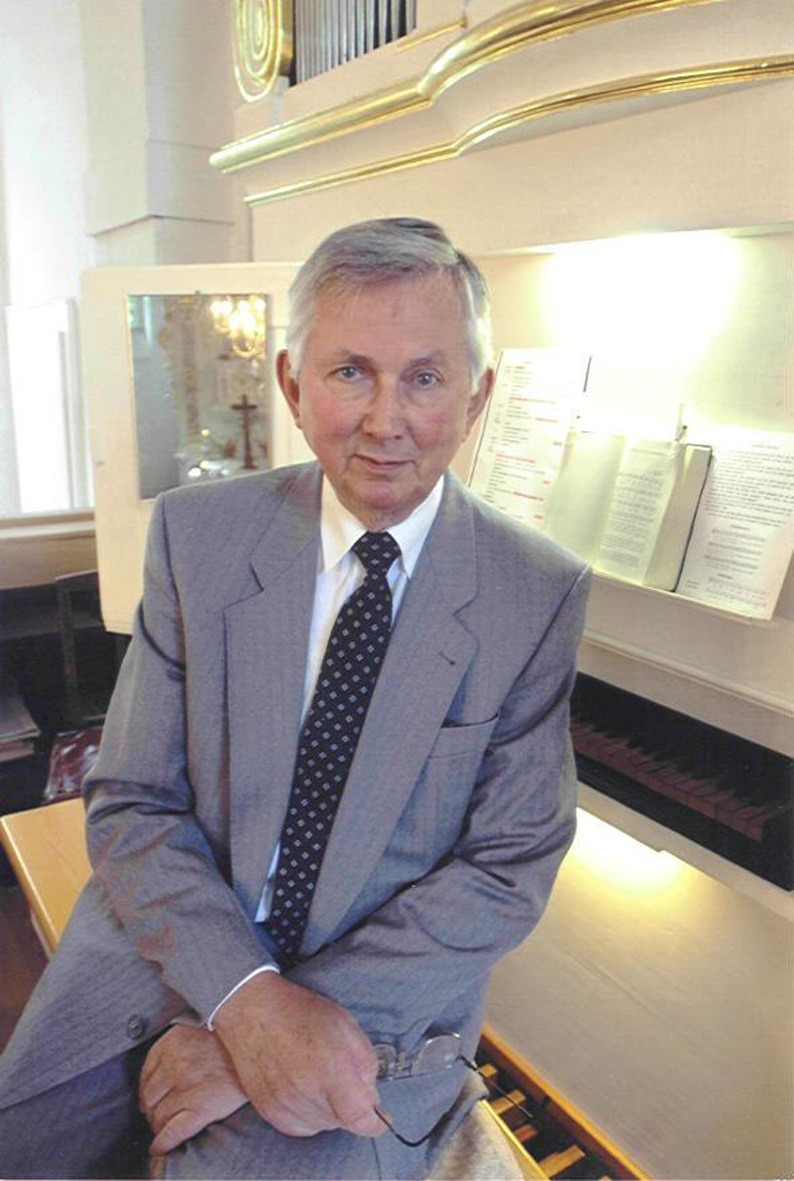
Wolfgang Hofmann (1988)

Hans Wolfgang Hofmann (* 8. Mai 1928 in Kirchberg, Sachsen; † 19. Mai 2019 in Leipzig) war ein deutscher Kantor, Organist und Komponist. Er war als 13. Kantor und Organist nach Johann Sebastian Bach von 1959 bis 1993 an der Nikolaikirche zu Leipzig tätig.

## Leben
Hofmann wurde als zweites Kind des Musikers Hans Hofmann und seiner Ehefrau Martha Anna Heyer geboren. Sein Großvater war Friedrich Hermann Hofmann, Städtischer Musikdirektor und Musikalienverleger, Steindruckereibesitzer und Komponist zahlreicher Volksmusiken. Bis zu ihrem Ableben im Juli 2014 war Wolfgang Hofmann mit Brigitte Ziesenis verheiratet. Er war Vater zweier Töchter.

## Wirken
1948 studierte Wolfgang Hofmann Kirchenmusik in Leipzig bei Johannes Piersig und zeitweise an der Kirchenmusikschule Dresden. 1953 wurde er Kantor und Organist an der Emmauskirche in Leipzig. 1959 erfolgte seine Berufung in das Amt des Nikolai-Kantors zu Leipzig, wo er Orgelkonzerte gab und sich als Leiter der Kantorei St. Nikolai Leipzig (heute Bachchor Leipzig) besonders mit der A-cappella-Chorarbeit beschäftigte. 1977 wurde Hofmann zum Kirchenmusikdirektor und Fachberater für kirchenmusikalische Angelegenheiten beim Kirchenbezirk Leipzig-West ernannt. Er war Lehrbeauftragter für liturgisches Singen an der Theologischen Fakultät der Universität Leipzig und Mitglied verschiedener Kommissionen. Hofmann unternahm Orgel-Konzertreisen und nahm Gastdirigate in den Vereinigten Staaten wahr. Er war der Schöpfer zahlreicher Kompositionen.

## Werke und Bearbeitungen
Europäische Weihnachtslieder
(Liedmotetten)
- Als die Welt verloren
- Auf, auf nun, ihr Hirten
- Away in a manger
- Entre le bœuf et l’âne gris
- Freu dich, Erd und Sternenzelt
- Hört der Engel helle Lieder
- Kommet, ihr Hirten, ihr Männer und Fraun
- Nun sei uns will kommen, lieber Herre Christ
- O Bethlehem, du kleine Stadt
- Unser Heiland ist geborn

Weihnachtliche Chormusik
- Inmitten der Nacht
- Kindelein zart
- Lieb Nachtigall, wach auf
- Und unser lieben Frauen
- Still, still, wer Gott erkennen will
- Stille Nacht, heilige Nacht

Geistliche Volkslieder
(Liedmotetten)
- Auf, auf, ihr Wandersleut
- Der Mond ist aufgegangen
- Die beste Zeit im Jahr ist mein
- Die güldene Sonne, voll Freud und Wonne
- Himmels Au, licht und blau
- Kein schöner’ Land in dieser Zeit
- Weißt du, wieviel Sternlein stehen
- Wem Gott will rechte Gunst erweisen
- Wer recht in Freuden wandern will
- Wie lieblich ist der Maien

Weihnachtliche Bläsermusik
(Für Trompeten, Posaunen, Pauken, Orgel und Chor)
- Macht hoch die Tür
- Tochter Zion freue dich
- Herbei, o ihr Gläubigen
- O du fröhliche

Sprüche aus dem Propheten Micha
(Drei Motetten zu vier Stimmen a-cappella)
- Es ist dir gesagt, Mensch, was gut ist
- Wo ist solch ein Gott, wie du bist,
- Und du, Bethlehem Ephrata

Das Volk, das im Finstern wandelt
(Motette zu drei bis fünf Stimmen a-cappella)
- Die Prophetie der Christgeburt durch Jesaja

Der 70. Psalm – Eile, Gott mich zu erretten
(Motette für gemischten Chor zu fünf Stimmen a-cappella)
Mein Seel, o Herr, muss loben dich
(Motette zu drei bis sechs Stimmen a-cappella)
- Meine Seele erhebt den Herren
- Der Lobgesang der Maria (Magnificat nach EG 308)

Liedmotetten I
(Zu zwei bis fünf Stimmen nach Chorälen des EG und „Singt von Hoffnung“, Neue Lieder für die Gemeinde)
- Singet fröhlich im Advent
- Wisst ihr noch, wie es geschehen
- Hört das Lied der finstern Nacht
- Der schöne Ostertag
- Mit Freuden zart
- Komm, Gott Schöpfer, Heiliger Geist
- Bewahre uns Gott, behüte uns Gott
- Kommt mit Gaben und Lobgesang
- Komm, Herr, segne uns
- Gott, dir sei Dank für meines Lebens Zeit

Liedmotetten II
- 10 Komm, o komm du Morgenstern
- 11 Kommt und lasst uns Christum ehren
- 12 Was Gott tut, das ist wohlgetan

Messgesänge
(Motetten für gemischten Chor zu sechs Stimmen)
- Sanctus – Osanna – Benedictus
- Agnus Dei – Dona nobis pacem

Veröffentlicht bei Lawson-Gould, New York
- 52316 Welcome the Lord, Jesus Christ
- 52082 Unser Heiland ist geborn